# Маллен, Джимми
Джеймс Ма́ллен (англ. James Mullen; 6 января 1923, Ньюкасл-апон-Тайн — 23 октября 1987, Вулвергемптон), более известный как Джи́мми Ма́ллен — английский футболист, нападающий. Всю свою карьеру провёл в клубе «Вулверхэмптон Уондерерс», с которым трижды становился чемпионом Англии, а также выиграл Кубок Англии. Провёл 12 матчей за сборную Англии.

## Футбольная карьера
Джимми Маллен дебютировал за «волков» в возрасте 16 лет и 43 дней 18 февраля 1939 года в матче против «Лидс Юнайтед», в котором «Вулверхэмптон» одержал победу со счётом 4:1. В сезоне 1938/39 «волки» заняли в лиге второе место, уступив чемпионский титул «Эвертону». Следующий сезон был прерван в связи с началом Второй мировой войны. В 1942 году Маллен выиграл Военный кубок Футбольной лиги.
12 апреля 1947 года Маллен дебютировал за сборную Англии в матче против сборной Шотландии. Матч завершился вничью со счётом 1:1. В сборной Англии Маллен конкурировал за место в основе с Томом Финни, одним из лучших игроков своего времени, из-за чего его возможности проявить себя на международном уровне были ограниченными.
В 1949 году «волки» выиграли Кубок Англии, победив в финале «Лестер Сити».
В сезоне 1953/54 «Вулверхэмптон» впервые в своей истории стал чемпионом Англии. В сезонах 1957/58 и 1958/59 Маллен в составе «волков» вновь выиграл чемпионат.
Джимми Маллен выступал за клуб до 1960 года, сыграв за всё время 486 матчей и забив 112 голов.
После окончания футбольной карьеры он управлял спортивным магазином в Вулвергемптоне. В 1987 году умер в этом же городе.

## Достижения
- Чемпион Первого дивизиона (3): 1953/54, 1957/58, 1958/59
- Обладатель Кубка Англии: 1949
- Обладатель Военного кубка Футбольной лиги: 1941/42